# Красинский, Казимир
Казимир Ян Красинский (пол. Kazimierz Krasiński; 1725 — 25 сентября 1802) — польский дворянин и политик, маршалок Главного Коронного трибунала в 1783 году, граф Прусского королевства с 1798 года, камергер короля Станислава Лещинского с 1747 года, староста красныставский в 1758—1782 годах, староста новомястский в 1752 году, староста пшаснышский в 1773 году, обозный коронный (дворный) в 1763 году.

## Биография
Представитель польского дворянского рода Красинских герба «Слеповрон». Сын каштеляна закрочимского Антония Красинского (1693—1762) и Барбары Зелиньской (1690—1774).
Был придворным королем Франции Людовиком XV, стал курсантом школы Станислава Лещинского в Люневиле.
Был избран послом вислицкого повета Сандомирского воеводства на сейм 1756 года. Депутат Сейма 1758 года от цехановской земли. В 1764 году он принимал участие в избрании на польский трон Станислава Августа Понятовского от холмской земли и ружанской земли.
На Разделительном сейме в 1775 году Казимир Красинский был назначен в Эмфитеутскую коронную комиссию. Был маршалком Сейма с 30 сентября по 9 ноября 1782 года в Варшаве. Депутат Сейма 1782 года от дрогицкой земли. Депутат от дрогицкой земли на сейм 1784 года. На заседании Четырехлетнего сейма был членом Военной комиссии Обоих Народов в 1788 году, комиссаром этой комиссии в 1792 году. Казимир Красинский поддержал Конституцию 3 мая. Участвовал в польском восстании под руководством Тадеуша Костюшко в 1794 году. Назначенный заместительным Советом временным судьей уголовного суда Мазовецкого княжества. После разделов Речи Посполитой, поддерживал издание научных публикаций, был также благодетелем католической церкви.
Он был награжден Орденом Белого Орла в 1763 году.

## Семья
Казимир Красинский был трижды женат. Его первой женой в 1756 году стала Евстахия Эльжбета Потоцкая (около 1720 — 10 июня 1781), дочь каштеляна слонского Феликса Потоцкого (? — 1766) и Марианны Данилович (? — 1775).
В 1767 году его второй женой стала сестра предыдущей, Эльжбета Потоцкая (ок. 1740 — после 1776), дочь Феликса Потоцкого (? — 1766) и Марианны Данилович (? — 1775). Первый и второй браки графа оказались бездетными.
В 1782 году Казимир Красинский в третий раз женился на Анне Оссолинской (1759 — 25 июня 1809), дочери Александра Оссолинского и Бенедикты Антонины Барбары Левендаль. У супругов были сын и дочь:
- Юзеф Вавжинец Красинский (10 августа 1783 — 14 октября 1845), польский литератор и мемуарист
- Эльжбета Марианна Юзефа Красинская (10 января 1791 — 30 сентября 1832), автор романов и детских книг. Жена бригадного генерала Адама Ярачевского (1785—1831).